# (1271) Isergina
(1271) Isergina – planetoida z pasa głównego asteroid okrążająca Słońce w ciągu 5 lat i 208 dni w średniej odległości 3,14 au. Została odkryta 10 października 1931 roku w Obserwatorium Simejiz na górze Koszka na Półwyspie Krymskim przez Grigorija Nieujmina. Nazwa planetoidy pochodzi od Piotra Wasiljewicza Isergina, przyjaciela odkrywcy. Przed nadaniem nazwy planetoida nosiła oznaczenie tymczasowe (1271) 1931 TN.